# Rafael Fleury
Rafael Fleury da Rocha de Carvalho (Rio de Janeiro, 10 de setembro de 1983) é um premiado produtor cultural, músico e ator brasileiro, conhecido principalmente por seus trabalhos em teatro e nos canais de humor do YouTube: Parafernalha e Porca Miséria.

## Biografia
Rafael iniciou sua carreira aos 19 anos de idade, como diretor musical e compositor de trilhas sonoras para espetáculos teatrais. Filho do professor de violão Carlos Alberto de Carvalho, estudou técnica pianística e formou-se no curso de extensão TEPEM (Teoria e Prática da Percepção Musical), na época ministrado na Universidade Federal do Estado do Rio de Janeiro (UniRio). Anos mais tarde, começou a exercer a função de produtor cultural e, em 2009, criou a Midday Produções, sua própria produtora teatral, ao lado de Otavio Ugá. No ano seguinte, graduou-se em Marketing pela Universidade Estácio de Sá. Desde então, tornou-se diretor de produção e coordenador executivo do setor cultural, produzindo sobretudo, estreias de peças internacionais no Brasil. Ainda em 2010, criou juntamente com Ugá, o canal de esquetes cômicas Porca Miséria, onde não só produziu todas as webséries e vídeos lançados, como também compôs trilhas sonoras. Devido ao grande destaque que o canal ganhou no meio, no ano de 2013, Rafael foi chamado para integrar a equipe da Parafernalha - um dos maiores canais de entretenimento, criado por Felipe Neto. Lá, trabalhou como produtor, técnico de som e ator. No mesmo ano, também atuou e foi técnico de som da série A Toca, produzida pelo mesmo grupo para a Netflix, sendo a primeira série exclusiva feita fora dos Estados Unidos.
De volta ao teatro, muitas das suas produções foram em projetos com profissionais gabaritados, como Marcos Wainberg e Roberto Lopes (espetáculo Coisa da Sua Cabeça), Vera Holtz e Tonico Pereira (espetáculo Timon de Atenas), Fernando Ceylão (espetáculos Meu Nome é Reginaldson e Elefante), Helena Varvaki (espetáculos Querida Helena Sergueiêvna e A Outra Casa), Bruce Gomlevsky (espetáculos BlackBird, Festa de Família e O Funeral) e Amir Haddad (espetáculo musical Coisas do Brechó).
No ano de 2015, juntamente com Tatsu Carvalho, dirigiu a produção da estreia nacional da peça Um Estranho no Ninho, de autoria de Dale Wasserman. Com grande sucesso de crítica e público, o espetáculo obteve 12 indicações e foi vencedor de 08 delas. Dentre todas, Fleury venceu três: Melhor Espetáculo e Melhor Montagem Brasileira de uma Obra Original Estrangeira - no 15º Anual Cenym -, e Melhor Espetáculo na 4ª Edição do Prêmio Botequim Cultural. Em 2016, Rafael foi novamente indicado a Melhor Montagem Brasileira de uma Obra Original Estrangeira, mas desta vez, pela estreia nacional de A Outra Casa, do autor norte-americano Sharr White.
Em 2017, produziu os espetáculos Perto do Coração Selvagem, de Clarice Lispector, com direção de Delson Antunes; Alices de Jarbas Capusso Filho, com direção de Leo Gama (atual Gerente Artístico de Pesquisa de Criadores da Rede Globo); e , mas de tal modo se aprende a viver com o que tanto falta, com texto e direção da atriz e dramaturga Alessandra Gelio.

## Produtor em teatro
- 2017 - , mas de tal modo se aprende a viver com o que tanto falta (Dir: Alessandra Gelio)
- 2017 - Alices (Dir: Leo Gama)
- 2017 - Perto do Coração Selvagem (Dir: Delson Antunes)
- 2016 - A Outra Casa (Dir: Manoel Prazeres)
- 2016 - Versão de 2 (Dir: Rodrigo Sant'anna)
- 2015 - Coisas do Brechó (Supervisão: Amir Haddad)
- 2015 - Um Estranho no Ninho (Dir: Bruce Gomlevsky)
- 2015 - Elefante (Dir: Fernando Ceylão)
- 2014 - Meu Nome é Reginaldson (Dir: Bruce Gomlevsky)
- 2014 - O Funeral (Dir: Bruce Gomlevsky)
- 2014 - Festa de Família (Dir: Bruce Gomlevsky)
- 2014 - Timon de Atenas (Dir: Bruce Gomlevsky)
- 2014 - Baker Street 221b (Dir: André Paes Leme)
- 2014 - Blackbird (Dir: Bruce Gomlevsky)
- 2013 - Querida Helena Sergueievna (Dir: Isaac Bernat)
- 2012 - A Arte de Lidar Segundo as Mulheres (Dir: Manoel Prazeres)
- 2012 - Coisa da Sua Cabeça (Dir: Marcos Wainberg)
- 2011 - A Música que Ousa (Dir: Igo Ribeiro)
- 2011 - A Demitida (Dir: Victor Reis)
- 2009 - As Esquecidas do Agreste (Dir: Dulce Gaspar)
- 2009 - Soninha Diamante, Entre Umas & Outras (Dir: Otavio Ugá)

## Trabalhos na internet
- 2013 - Parafernalha - Produtor / Técnico de som / Ator
- 2010 a 2013 - Porca Miséria - Produtor / Compositor / Ator

#### Esquetes
| Ano       | Produtora                    | Título                                                         | Função                           |
| --------- | ---------------------------- | -------------------------------------------------------------- | -------------------------------- |
| 2013      | Parafernalha                 | Preconceito                                                    | Técnico de som                   |
| 2013      | Parafernalha                 | Cena do Crime                                                  | Técnico de som                   |
| 2013      | Parafernalha                 | Nerds na Noite                                                 | Técnico de som                   |
| 2013      | Parafernalha                 | Mágico                                                         | Técnico de som                   |
| 2013      | Parafernalha                 | Tropa de Elite 6                                               | Ator / Técnico de som            |
| 2013      | Parafernalha                 | Conto de Fadas                                                 | Técnico de som                   |
| 2013      | Parafernalha                 | O Carona                                                       | Técnico de som                   |
| 2013      | Parafernalha                 | Banheiros À La Carte                                           | Técnico de som                   |
| 2013      | Parafernalha                 | Nova Namorada                                                  | Técnico de som                   |
| 2013      | Parafernalha                 | Ativista de Sofá                                               | Técnico de som                   |
| 2013      | Parafernalha                 | Bêbado                                                         | Técnico de som                   |
| 2013      | Parafernalha                 | Maromba                                                        | Técnico de som                   |
| 2013      | Parafernalha                 | Marketing Especial                                             | Técnico de som                   |
| 2013      | Parafernalha                 | Detector de Mentiras                                           | Técnico de som                   |
| 2013      | Parafernalha                 | Quentinha Fria                                                 | Técnico de som                   |
| 2013      | Parafernalha                 | Desculpa                                                       | Técnico de som                   |
| 2013      | Parafernalha                 | Amor de Vó                                                     | Técnico de som                   |
| 2013      | Parafernalha                 | Telejornal Imparcial                                           | Ator / Técnico de som            |
| 2013      | Parafernalha                 | Político Oportunista                                           | Técnico de som                   |
| 2013      | Parafernalha                 | Foto Perfeita                                                  | Técnico de som                   |
| 2013      | Parafernalha                 | Padaria Ferragens                                              | Ator / Técnico de som            |
| 2013      | Parafernalha                 | Declaração no Rodízio                                          | Técnico de som                   |
| 2013      | Parafernalha                 | Entrevista com o Bandido                                       | Técnico de som                   |
| 2013      | Parafernalha                 | Sequestro                                                      | Técnico de som                   |
| 2013      | Parafernalha                 | Intérprete                                                     | Técnico de som                   |
| 2013      | Parafernalha                 | Comercial Sincero                                              | Técnico de som                   |
| 2013      | Parafernalha                 | Grude                                                          | Técnico de som                   |
| 2013      | Parafernalha                 | Flanelinha                                                     | Produtor / Técnico de som        |
| 2013      | Parafernalha                 | Perdidos                                                       | Produtor / Técnico de som / Ator |
| 2013      | Parafernalha                 | Nojinho                                                        | Produtor / Técnico de som        |
| 2013      | Parafernalha                 | Spoiler                                                        | Técnico de som                   |
| 2013      | Parafernalha                 | É Tudo Proibido                                                | Técnico de som                   |
| 2013      | Parafernalha                 | Smartphone                                                     | Técnico de som                   |
| 2013      | Parafernalha                 | Pai na Internet                                                | Técnico de som                   |
| 2013      | Parafernalha                 | Filme com a Namorada                                           | Técnico de som                   |
| 2013      | Porca Miséria / Parafernalha | À Paisana                                                      | Produtor / Ator                  |
| 2013      | Porca Miséria                | Eu, Calculadora                                                | Produtor / Ator                  |
| 2013      | Porca Miséria                | Querido Defunto                                                | Produtor                         |
| 2012      | Porca Miséria                | Um Viral Nada Casual                                           | Produtor                         |
| 2012      | Porca Miséria                | Autocorretor de Voz                                            | Produtor                         |
| 2012      | Porca Miséria                | Doce ou Travessura                                             | Produtor / Compositor / Ator     |
| 2012      | Porca Miséria                | Sexo à Parte                                                   | Produtor                         |
| 2012      | Porca Miséria                | Precisamos Falar sobre Distração                               | Produtor                         |
| 2012      | Porca Miséria                | Desabafo de um Atleta não Medalhista Olímpico                  | Produtor                         |
| 2012      | Porca Miséria                | Vigilantes do Peso                                             | Produtor                         |
| 2012      | Porca Miséria                | Amigo de Face                                                  | Produtor / Ator                  |
| 2012      | Porca Miséria                | Tio Aquilino                                                   | Produtor                         |
| 2012      | Porca Miséria                | Porca Miséria                                                  | Produtor / Compositor / Ator     |
| 2012      | Porca Miséria                | Os Niilistas                                                   | Produtor / Compositor            |
| 2012      | Porca Miséria                | Pianoforte                                                     | Produtor / Compositor / Ator     |
| 2012      | Porca Miséria                | Forever Alone - Porco Chauvinista                              | Produtor / Compositor            |
| 2012      | Porca Miséria                | O Copo                                                         | Produtor / Compositor            |
| 2011      | Porca Miséria                | Um Novo Apelo                                                  | Produtor / Arranjador / Ator     |
| 2011-2013 | Porca Miséria                | Cremilda, a sua Atendente Vibramais (websérie com 5 episódios) | Produtor / Compositor            |
| 2010-2011 | Porca Miséria                | Dotoloco (websérie com 3 espisódios)                           | Produtor / Compositor            |

## Ator na televisão
- 2013 - A Toca (Netflix) - Vários personagens

## Prêmios e indicações
- 2015 – Prêmio Botequim Cultural de Melhor Peça Teatral, pela produção de Um Estranho no Ninho
- 2015 – Prêmio Cenym 2015 de Melhor Espetáculo, pela produção de Um Estranho no Ninho
- 2015 – Prêmio Cenym 2015 de Melhor Montagem Brasileira de uma Obra Estrangeira, pela produção de Um Estranho no Ninho
- 2016 – Indicação ao Cenym 2016 de Melhor Montagem Brasileira de uma Obra Original Estrangeira, pela produção de A Outra Casa